# Conklin, New York
Conklin är en kommun (town) i Broome County i delstaten New York. Vid 2020 års folkräkning hade Conklin 5 008 invånare.